# Alucita acascaea
Alucita acascaea là một loài bướm đêm thuộc họ Alucitidae. Nó được tìm thấy ở Úc.